# Occidozyga laevis
Occidozyga laevis е вид жаба от семейство Dicroglossidae. Видът не е застрашен от изчезване.

## Разпространение
Разпространен е в Бруней, Индонезия (Калимантан), Малайзия (Западна Малайзия, Сабах и Саравак), Сингапур, Тайланд и Филипини.

## Описание
Популацията на вида е стабилна.